# 瑞穂グループ
瑞穂グループ（みずほグループ、英: MIZUHO Group）は、埼玉県川越市、志木市を中心に、薬剤師国家試験予備校や専門学校を運営する学校法人医学アカデミーや病院を運営する医療法人瑞穂会を中心とした法人グループである。

## 概要
埼玉県議会議長を務めた穂坂邦夫によって設立されたグループで「ひとづくり」と「まちづくり」を中心に主に医療分野での人材育成や病院、介護施設、薬局を運営している。

## 沿革
- 1977年 - 医学アカデミー 薬学ゼミナール創立、医学アカデミー 学校法人 許可
- 1981年 - 城南中央病院 開設
- 1984年 - 医療法人 瑞穂会 設立
- 1998年 - 老人保健施設瑞穂の里 開設
- 1999年 - 川越市在宅介護支援センター 開設
- 2002年 - 専門学校 医学アカデミー夜間部 開学、薬ゼミトータルラーニング事業部（YTL）創設
- 2003年 - 川越リハビリテーション病院 開設
- 2006年 - 居宅介護支援事業所 開設、川越市地域包括支援センター 開設、まごころ薬局開設
- 2008年 - 薬ゼミキャリアセンター 創設

## 学校法人医学アカデミー

### 薬学ゼミナール
薬剤師国家試験予備校である。薬剤師国家試験対策本の「青本」など薬学関連の書籍の出版も行っている。トータルラーニング事業部（YTL）では製薬会社のＭＲ向け研修も行っている。
他、薬剤師求人紹介を行う。薬学ゼミナール生涯学習センターでは2010年に薬剤師認定制度認証機構から生涯研修プロバイダーの認証を取得しており薬剤師生涯学習研修を行っている
。薬剤師国家試験予備校としては老舗で薬剤師国家試験の試験分析記事や解答速報や薬学生の就活調査などを各業界紙や各薬科大学、企業に提供している事でも知られる。通称は薬ゼミ。なお、全国の薬剤師国家試験予備校の中で唯一「学校法人」であり、法的には私立学校である（その他の予備校は株式会社等）。
- 札幌教室[6]
- 仙台教室
- 津田沼教室
- 川越教室
- 池袋教室
- 新宿教室
- 渋谷教室
- お茶の水教室
- 横浜教室
- 名古屋教室
- 金沢教室
- 大阪教室
- 神戸教室
- 広島教室
- 福岡教室
- オンライン教室
- リメディアル・低学年教室
- 川越学生寮

### 専門学校 医学アカデミー 理学療法学科
「豊かな人間性とコミュニケーションを育む」「社会環境に適した高い臨床能力を身につけた理学療法士を養成する」を理念・目標に主に理学療法士の養成を行う専門学校である。学位は専門士。
同じ瑞穂グループに所属する川越リハビリテーション病院や城南中央病院と連携をして、臨床教育に力を注いでいる。
埼玉県内唯一の昼間課程、夜間課程併設の理学療法士養成専門学校である。以前は四年制課程が存在していた。授業は100分制である。
- 医療専門課程理学療法学科昼間課程…三年制
- 医療専門課程理学療法学科夜間課程…三年制[9]

講義実習施設として、機能訓練室、基礎医学実習室、水治療室、日常動作訓練室、理学療法室、図書室、講堂を備える。

## 医療法人瑞穂会

### 川越リハビリテーション病院
埼玉県川越市にある、回復期リハビリテーション専門病院である。病床数151床。内科、整形外科、リハビリテーション科、脳神経外科、皮膚科、麻酔科（ペインクリニック）、リウマチ科

### 城南中央病院
埼玉県川越市にある医療療養型病院である。病床数100床。診療科は内科。

### 介護施設
- 介護老人保健施設 瑞穂の里
- グループホーム みずほ
- サービス付き高齢者向け住宅 みずほ
- 介護老人保健施設 志木瑞穂の里

## その他

### 株式会社薬ゼミ情報教育センター

#### まごころ薬局
地域の皆さんが健康で安心して暮らせる町づくりを支援し、患者さんの声にこたえられる、頼られる薬剤師を目指す事を理念としている。また薬学ゼミナール講師の研修も行われている。
- 店舗[11]

上北沢、東大泉、南長崎、今福、北坂戸、志木ハイデンスサロン、月吉

#### 書籍事業部
青本や薬学関連書籍事業